# Ermita de San Valero de Arués
La ermita de San Valero está situada en la localidad de Arués. Fue construida a finales del siglo XV o principios del XVI.

## Historia
En tiempos en los que Arués estuvo poblado (hasta 1960) esta ermita se utilizó como velatorio y para los funerales, los rosarios, las confesiones periódicas a los feligreses y las misas en días de fiesta.

## Descripción
Tiene una base rectangular con un pie de muro más ancho y una portada rectangular de dintel de un solo vano. Sobre ella hay un pequeño vano y una espadaña vacía que remata la fachada principal. No tiene rasgos góticos, aunque, una vez terminado el románico, estos pequeños edificios religiosos se simplificaron con un ábside cuadrangular, manteniendo la bóveda. En el interior de la ermita encontramos un suelo de losas con bancos laterales y un presbiterio con altar mayor. Sigue habiendo un confesionario.